# VII конная когорта бревков
VII конная когорта бревков (лат. Cohors VII Breucorum civium Romanorum equitata) — вспомогательное подразделение армии Древнего Рима.
Данное подразделение было сформировано из бревков — племени, населявшего долину реки Сава в Паннонии. В эпоху правления династии Юлие-Клавдиев когорта была размещена в Верхней Германии. Однако в 85 году она уже упоминается как часть гарнизона Паннонии. Вероятно, вскоре когорта была передислоцирована в Мёзию, поскольку в военных дипломах от 96 и 100 года она упоминается в составе армии Верхней Мёзии. В обоих случаях она имеет прозвище «civium Romanorum», которое почти наверняка получила во время дакийской войны Домициана. По всей видимости, подразделение принимало участие в дакийских войнах Траяна. Военный диплом от 143 года является первым надежным источником, упоминающим когорту в составе гарнизона Нижней Паннонии, хотя первый редактор диплома 139 года восстановил её на двенадцатой (и последней) позиции среди когорт провинции и вполне вероятно, что она была пропущена по ошибке в списка от 135 года. Существует мнение, что при Траяне когорта некоторые время находилась в восточных провинциях. Последняя надпись, упоминающая пребывание когорты в Паннонии, относится к периоду правления Гордиана III.